# Oscar Isaac
Óscar Isaac Hernández Estrada (ur. 9 marca 1979 w Gwatemali) – amerykański aktor gwatemalsko-kubańskiego pochodzenia.

## Wczesne lata
Urodził się w Gwatemali w chrześcijańskiej rodzinie ewangelicznej jako syn Gwatemalki Maríi Eugenii Estrady Nicolle i Kubańczyka Óscara Gonzalo Hernándeza-Cano. Dorastał w Miami na Florydzie. Kiedy przebywał w Miami, grał na gitarze i śpiewał w zespole The Blinking Underdogs. Jego dziadek ze strony matki był pochodzenia francuskiego. Został usunięty z prywatnej szkoły podstawowej Westminster Christian ze względu na problemy ze swoim zachowaniem.

## Kariera
Przygodę z profesjonalnym aktorstwem rozpoczął w Area Stage Company w Miami Beach, gdy dyrektor artystyczny John Rodaz obsadził go w sztuce. W latach 2000–2001 występował z City Theatre’s Summer Shorts na letnim festiwalu w Miami. Podczas pobytu w Miami, grał na gitarze i śpiewał w zespole ska punkowym w składzie: Nick Speck (gitara basowa), Bill Sommer (perkusja), Alan Mills (puzon), Keith Cooper (saksofon) i Matt LaPlant (gitara). Zespół odniósł pewien sukces, otwierając koncert Green Day i The Mighty Mighty Bosstones. Spędził muzyczne lata angażując się w ruch „straight edge”.
W 1998 zadebiutował w dramacie kryminalnym Illtown jako chłopak od basenu. W 2005 ukończył nowojorską Juilliard School, gdzie był częścią Drama Division's Group 34 (2001–2005), a jako student pracował na planie komedii sensacyjnej Liczą się tylko Frankliny (All About the Benjamins, 2002) u boku Ice'a Cube i Mike’a Eppsa. Wystąpił na scenie Shakespeare's Public Theater w roli Romea w tragedii szekspirowskiej Romeo i Julia, a następnie w Public Theater's „Shakespeare in the Park” w komedii Dwaj panowie z Werony. Pojawił się gościnnie jako Robbie Paulson w jednym z odcinków Prawo i porządek: Zbrodniczy zamiar (Law & Order: Criminal Intent, 2006). Za rolę José Ramosa-Horty w australijskim dramacie wojennym Balibo (2009) otrzymał nagrodę Australijskiego Instytutu Filmowego dla najlepszego aktora drugoplanowego.
29 kwietnia 2014 został ogłoszony jednym z aktorów którzy wystąpią w siódmej części Gwiezdnych wojen. W filmie z gatunku space opera w reżyserii J.J. Abramsa Gwiezdne wojny: Przebudzenie Mocy (Star Wars: The Force Awakens, 2015) wcielił się w najlepszego pilota Ruchu Oporu, Poe Damerona. Dwa lata później powtórzył tę rolę w Ostatnim Jedi – bezpośredniej kontynuacji Przebudzenia mocy. W 2019 pojawił się w tej samej roli w dziewiątej części serii, Skywalker. Odrodzenie, kończącej trylogię sequeli. 
Na małym ekranie zagrał w miniserialach Show Me a Hero (2015), za który otrzymał Złoty Glob, Sceny z życia małżeńskiego (2021) oraz Moon Knight (2022), gdzie wcielił się w tytułowego bohatera i pełnił funkcję producenta wykonawczego.

## Życie prywatne
W 2017 wziął ślub z Elvirą Lind. Mają dwóch synów: Eugene'a (ur. 2017) i Madsa (ur. 2019).

## Filmografia
| Rok  | Tytuł                                                                         | Rola                                                                  | Reżyser                                      |
| ---- | ----------------------------------------------------------------------------- | --------------------------------------------------------------------- | -------------------------------------------- |
| 1998 | Illtown                                                                       | chłopak od basenu                                                     | Nick Gomez                                   |
| 2002 | Liczą się tylko Frankliny (All About the Benjamins)                           | Francesco, asystent Juliana                                           | Kevin Bray                                   |
| 2004 | Lenny – cudowny pies (Lenny the Wonder Dog)                                   | detektyw Fartman                                                      | Oren Goldman, Stav Ozdoba                    |
| 2006 | Połowiczny rozpad Timofieja Bierezina (The Half Life of Timofey Berezin)      | Shiv                                                                  | Scott Z. Burns                               |
| 2006 | Narodzenie (The Nativity Story)                                               | Józef                                                                 | Catherine Hardwicke                          |
| 2006 | Prawo i porządek: Zbrodniczy zamiar (Law & Order: Criminal Intent, serial TV) | Robbie Paulson                                                        | Frank Prinzi                                 |
| 2007 | Życie przed oczami (Life Before Her Eyes)                                     | Marcus                                                                | Vadim Perelman                               |
| 2008 | Che. Rewolucja (Che: Part Two)                                                | tłumacz                                                               | Steven Soderbergh                            |
| 2008 | W sieci kłamstw (Body of Lies)                                                | Bassam                                                                | Ridley Scott                                 |
| 2009 | Agora                                                                         | Orestes                                                               | Alejandro Amenábar                           |
| 2009 | Balibo                                                                        | José Ramos-Horta                                                      | Robert Connolly                              |
| 2010 | Robin Hood                                                                    | książę Jan                                                            | Ridley Scott                                 |
| 2011 | Drive                                                                         | Standard Gabriel                                                      | Nicolas Winding Refn                         |
| 2011 | W.E. Królewski romans (W.E.)                                                  | Evgeni                                                                | Madonna                                      |
| 2011 | 10 lat (10 Years)                                                             | Reeves                                                                | Jamie Linden                                 |
| 2011 | Sucker Punch                                                                  | Blue Jones                                                            | Zack Snyder                                  |
| 2012 | For Greater Glory                                                             | Victoriano „El Catorce” Ramírez                                       | Dean Wright                                  |
| 2012 | Revenge for Jolly!                                                            | Cecil                                                                 | Chadd Harbold                                |
| 2012 | Dziedzictwo Bourne’a (The Bourne Legacy)                                      | Outcome-3                                                             | Tony Gilroy                                  |
| 2012 | Bez kompromisów (Won't Back Down)                                             | Michael Perry                                                         | Daniel Barnz                                 |
| 2013 | Co jest grane, Davis? (Inside Llewyn Davis)                                   | Llewyn Davis                                                          | Joel i Ethan Coenowie                        |
| 2013 | Teresa Raquin (In Secret)                                                     | Laurent LeClaire                                                      | Charlie Stratton                             |
| 2014 | Rozgrywka (The Two Faces of January)                                          | Rydal Keener                                                          | Hossein Amini                                |
| 2014 | Ticky Tacky (film krótkometrażowy)                                            | Lucien                                                                | Brian Petsos                                 |
| 2014 | Rok przemocy (A Most Violent Year)                                            | Abel Morales                                                          | J.C. Chandor                                 |
| 2015 | Ex Machina                                                                    | Nathan Hamlet Bateman                                                 | Alex Garland                                 |
| 2015 | Nieznajomy z Mojave (Mojave)                                                  | John „Jack” Jackson                                                   | William Monahan                              |
| 2015 | Gwiezdne wojny: Przebudzenie Mocy (Star Wars: The Force Awakens)              | Poe Dameron                                                           | J.J. Abrams                                  |
| 2015 | Kto się odważy (Show Me a Hero, serial TV)                                    | Nick Wasicsko                                                         | Paul Haggis                                  |
| 2016 | X-Men: Apocalypse                                                             | En Sabah Nur / Apocalypse                                             | Bryan Singer                                 |
| 2016 | Lightningface                                                                 | Basil Stitt                                                           | Brian Petsos                                 |
| 2016 | Przyrzeczenie (The Promise)                                                   | Mikael Boghosian                                                      | Terry George                                 |
| 2017 | Suburbicon                                                                    | Roger                                                                 | George Clooney                               |
| 2017 | Gwiezdne wojny: Ostatni Jedi (Star Wars: The Last Jedi)                       | Poe Dameron                                                           | Rian Johnson                                 |
| 2018 | Anihilacja (Annihilation)                                                     | Kane                                                                  | Alex Garland                                 |
| 2018 | Life Itself                                                                   | Will Dempsey                                                          | Dan Fogelman                                 |
| 2018 | Ostateczna operacja (Operation Finale)                                        | Peter Malkin                                                          | Chris Weitz                                  |
| 2019 | Gwiezdne wojny: Skywalker. Odrodzenie (Star Wars: The Rise of Skywalker)      | Poe Dameron                                                           | J.J. Abrams                                  |
| 2021 | Diuna (Dune)                                                                  | Leto I Atryda                                                         | Denis Villeneuve                             |
| 2022 | Moon Knight                                                                   | Steven Grant / Marc Spector / Jake Lockley / Moon Knight / Mr. Knight | Mohamed Diab, Justin Benson i Aaron Moorhead |
| 2025 | Frankenstein                                                                  | Dr Victor Frankenstein                                                | Guillermo del Toro                           |